# اس‌ام‌اس نورنبرگ (۱۹۱۶)
اس‌ام‌اس نورنبرگ (۱۹۱۶) (به انگلیسی: SMS Nürnberg (1916)) یک کشتی بود که طول آن ۱۵۱٫۴ متر (۴۹۷ فوت) بود. این کشتی در سال ۱۹۱۶ ساخته شد.